# Anthony Soter Fernandez
Anthony Soter Fernandez (Sungai Petani, 22 de abril de 1932 - Kuala Lumpur, 28 de outubro de 2020) foi um prelado malaio da Igreja Católica e o primeiro cardeal malaio. Foi arcebispo de Kuala Lumpur de 1983 a 2003.

## Vida
Fernandez foi ordenado sacerdote em 10 de dezembro de 1966, e serviu como presidente da Conferência de Bispos Católicos da Malásia, Singapura e Brunei de 1987-1990 e 2000-2003.
Fernandez foi bispo da Diocese de Penang, a partir de 17 de fevereiro de 1978, até sua transferência para Kuala Lumpur.
Fernandez foi criado cardeal pelo Papa Francisco no consistório de 19 de novembro de 2016, e é o primeiro malaio a ser nomeado cardeal.
Morreu em 28 de outubro de 2020, aos 88 anos, em decorrência de um câncer na língua.